# Bosanski frančiškanski mučenci
Med drugo svetovno vojno in po njenem koncu, od leta 1942 do 1945, so partizani in njihovi pomočniki pobili skupaj 66 bosanskih frančiškanov, kar je le del vojnega trpljenja katoliške duhovščine, menihov in redovnic v Bosni in Hercegovini. 
Bosanski frančiškani so od prvega trenutka poskušali razjasniti okoliščine smrti svojih bratov. Predvsem tisti bratje, ubiti na Širokem Brijegu, ker je ta primer najbolj jasen. Že leta 1942 je provincial p. Krešimir Pandžić, ki je bil kasneje ubit, odredil snemanje trpljenja članov bosanske frančiškanske province Vnebovzete Device Marije in ljudstva. Oktobra 1945 je lokalni škof dr. Petar Čule bosanske frančiškane spodbudil, naj začnejo preiskovati smrt svojih sobratov, na kar se je provincialat takoj odzval pritrdilno. Iz tega časa izvirajo tudi prva pričevanja očividcev. Udba je 31. oktobra 1945 vse ustavila in zbrano gradivo zaplenila takratnemu pokrajinskemu sekretarju p. Bonifaciju Rupčiću.  Zbiranje informacij o pobojih bratov frančiškanov se je nato nadaljevalo na skrivaj. Leta 1971 so bili v javnost spet izrečeni podatki o žrtvah, a je zaradi preganjanja kmalu pobegnil v podzemlje. Po domovinski vojni je bila na pobudo takratnega provinciala p. Slavka Solde ustanovljena deželna komisija za pripravo vzroka smrti mučenikov. Njen vodja je postal Ante Marić. Kmalu zatem je bil ustanovljen mučeniški postopek, imenovan "Fra Leo Petrović in 65 bratov". Luca M. De Rosa je postal postulator, septembra 2007 pa je fra Miljenko Stojić postal postpostulator. 
Do leta 2010 je bil deželni postopek za mučeništvo končan za celoten pokol bosnaskih bratov, vendar se škofijski postopek za beatifikacijo v pristojni mostarsko-duvanjski škofiji niti ni začel.